# Manécanterie (Lyon)
La Manécanterie est un monument historique situé à Lyon dans le quartier de Saint-Jean, accolé au sud sud-ouest de la cathédrale Saint-Jean en faisant partie de l'ancien cloître de la cathédrale. La Manécanterie servit tout d'abord aux chanoines de Saint-Jean, avant de devenir une manécanterie à proprement parler, c'est-à-dire une école pour le chant du clergé.

## Histoire
Les fondations du bâtiments n'ont jamais pu être atteintes pour être analysées par des archéologues.

### Époque carolingienne
La Manécanterie serait le plus ancien bâtiment de Lyon en dehors des bâtiments romains. Peu de textes permettent de préciser sa date de construction. L'édifice se trouve au sud de la cathédrale Saint-Jean. C'est dans cet espace que se trouvaient les bâtiments réservés aux chanoines de la cathédrale. Le plus ancien texte pouvant être rattaché à ces constructions est une lettre de l'archevêque Leidrade adressée à Charlemagne vers 810 dans laquelle il écrit : J'ai construit aussi pour les clercs un cloître dans lequel ils demeurent tous en une même maison. Ce texte laisse penser qu'il n'y avait pas auparavant de maison où demeuraient en commun les chanoines, conformément à la Regula canonicorum de l'évêque Chrodegang de Metz. Les textes suivants concernant ces bâtiments du chapitre ne datent que du XIIe siècle. L'étude archéomagnétique de 1995 permet d'attester que les briques de la première construction ont été baties autour de l'an 800.
Le bâtiment actuel semble être le résultat de trois campagnes de construction, mais les fouilles ont montré qu'il repose sur des constructions datant du IIe et VIIIe siècles. La partie la plus ancienne connue date du IIe siècle et aurait appartenu à un bâtiment plus large, construit au moment du comblement du bras de la Saône qui formait l'île Saint-Jean ; il a été détruit par un incendie au IVe siècle. Dans sa partie la plus ancienne, l'arc monumental de la façade sud, les échantillons relevés ont montré qu'elle était probablement contemporaine à la lettre de Leidrade. Cet arc devait faire partie du bâtiment de vie commune des chanoines. Pendant toute la période romane il a abrité le réfectoire des chanoines. Aucun texte ne permet de suivre les modifications du bâtiment.

### Moyen âge
La façade ouest est de style roman et le style des sculptures peut permettre de la dater du début du XIIe siècle. On peut aussi voir un style mélangeant les influences gothiques, romanes et byzantines. La porte de la façade ouest a un décor qu'on peut rapprocher de celui qu'on peut voir sur l'abside de la basilique Saint-Martin d'Ainay. Le bâtiment reçoit cependant une série de transformations tout au long du bas Moyen Âge et de l'époque moderne, notamment dues à la surélévation de la voirie de la place Saint-Jean.
Les statues de saints situées dans les niches rectangulaires de la façade de la manécanterie évoquent les disciplines alors enseignées : la religion, la musique, la géométrie, l'astronomie...

### Époque moderne
La Manécanterie est alors victime du vandalisme des troupes du François de Beaumont, le baron des Adrets, lors de la prise de Lyon en 1562 par les protestants, où les sculptures des saints sont endommagées. La plus ancienne représentation de la Manécanterie et du bâtiment sud se trouve sur le document dit Anonyme Fabriczy, datant de 1568-1572. Ce bâtiment sud, mitoyen de la Manécanterie était désigné sous le nom de domus puerorum. Il a été détruit en 1809.
Du XVIe au XVIIIe siècle, le bâtiment subit d'amples modifications architecturales avec le percement de fenêtres, l'ajout d'un étage au XVIIe siècle, ainsi que le comblement de certaines arches. La salle basse de la Manécanterie est désignée comme « grande salle des clergeons ». C'est à cette époque qu'on cite des caves sous cette salle.
Au XVIIIe siècle, le bâtiment devient une manécanterie, mais dès 1768, les ailes sud et est du petit cloître sont détruites pour construire la « Nouvelle Manécanterie ». L'aile ouest est conservée provisoirement.

### Époque contemporaine
À la Révolution française, la construction de la « Nouvelle Manécanterie » est arrêtée, ce qui sauve l'ancienne. La « Vieille Manécanterie » devient un Bien national vendu à des particuliers.
En 1806, la paroisse achète le bâtiment pour y loger les enfants de chœur. Le bâtiment qui se trouvait au sud est détruit en 1809 pour construire à sa place un immeuble de rapport qui est détruit en 1866.
En 1862, elle est classée monument historique par liste.
À partir de 1930, le bâtiment devient le lieu de dépôt, puis d'exposition à travers un musée, du Trésor de la Cathédrale de Saint-Jean, constitué durant le XIXe siècle par les cardinaux Fesch et de Bonald et qui comprend des objets liturgiques tels que des livres anciens, des bijoux, des vêtements et des tapisseries.

## Trésor de la cathédrale
Le musée, dont l'entrée se situe à l'intérieur de la cathédrale, présente le trésor géré par le Centre des monuments nationaux et le Conseil départemental du Rhône.
Constitué par deux archevêques de Lyon, le cardinal Fesch et le cardinal de Bonald, il propose une collection d'objets liturgiques datant de l'époque byzantine au XXe siècle : de l'orfèvrerie, des livres et missels anciens, des émaux limousins, des vêtements, des tapisseries...

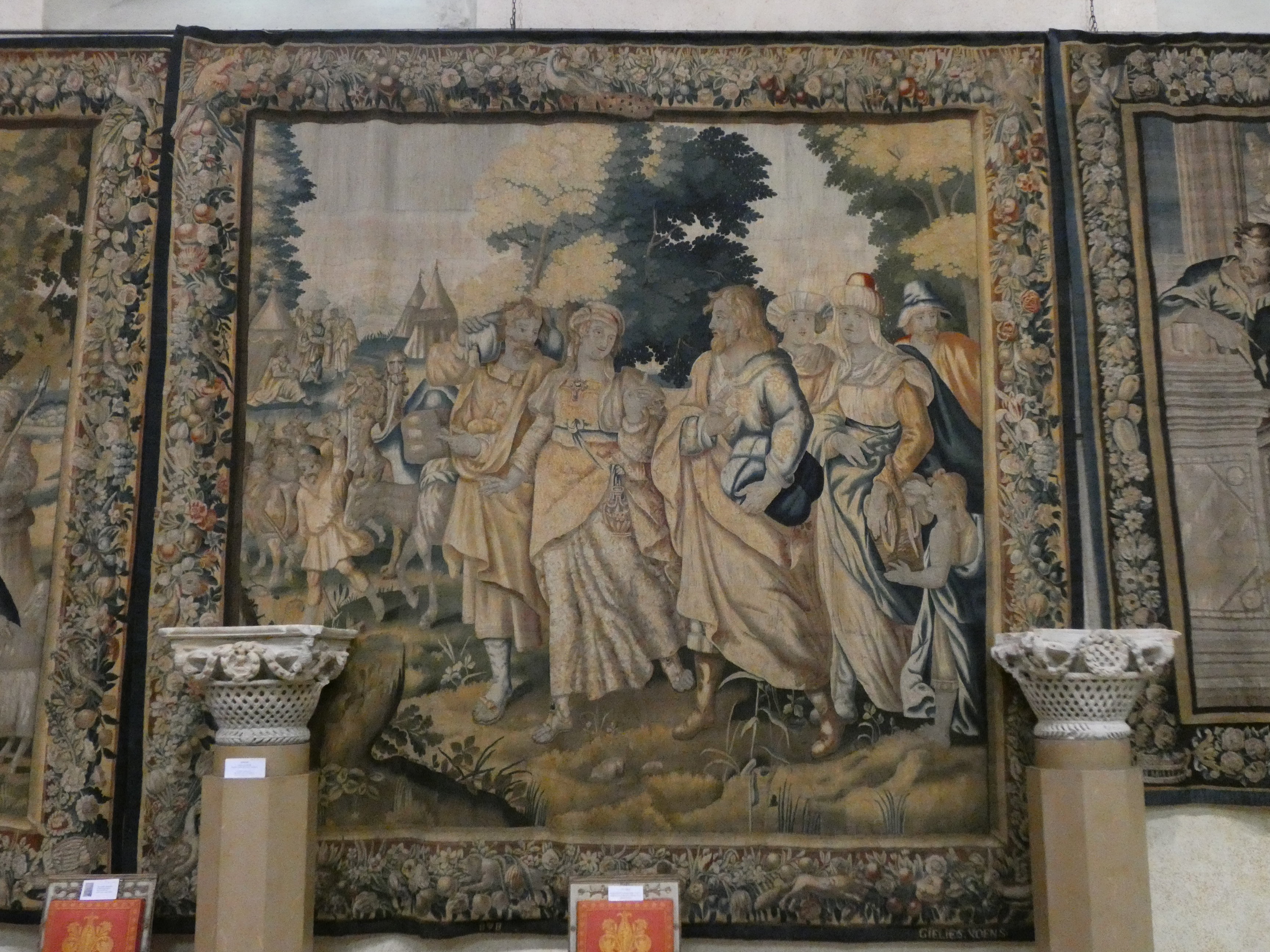
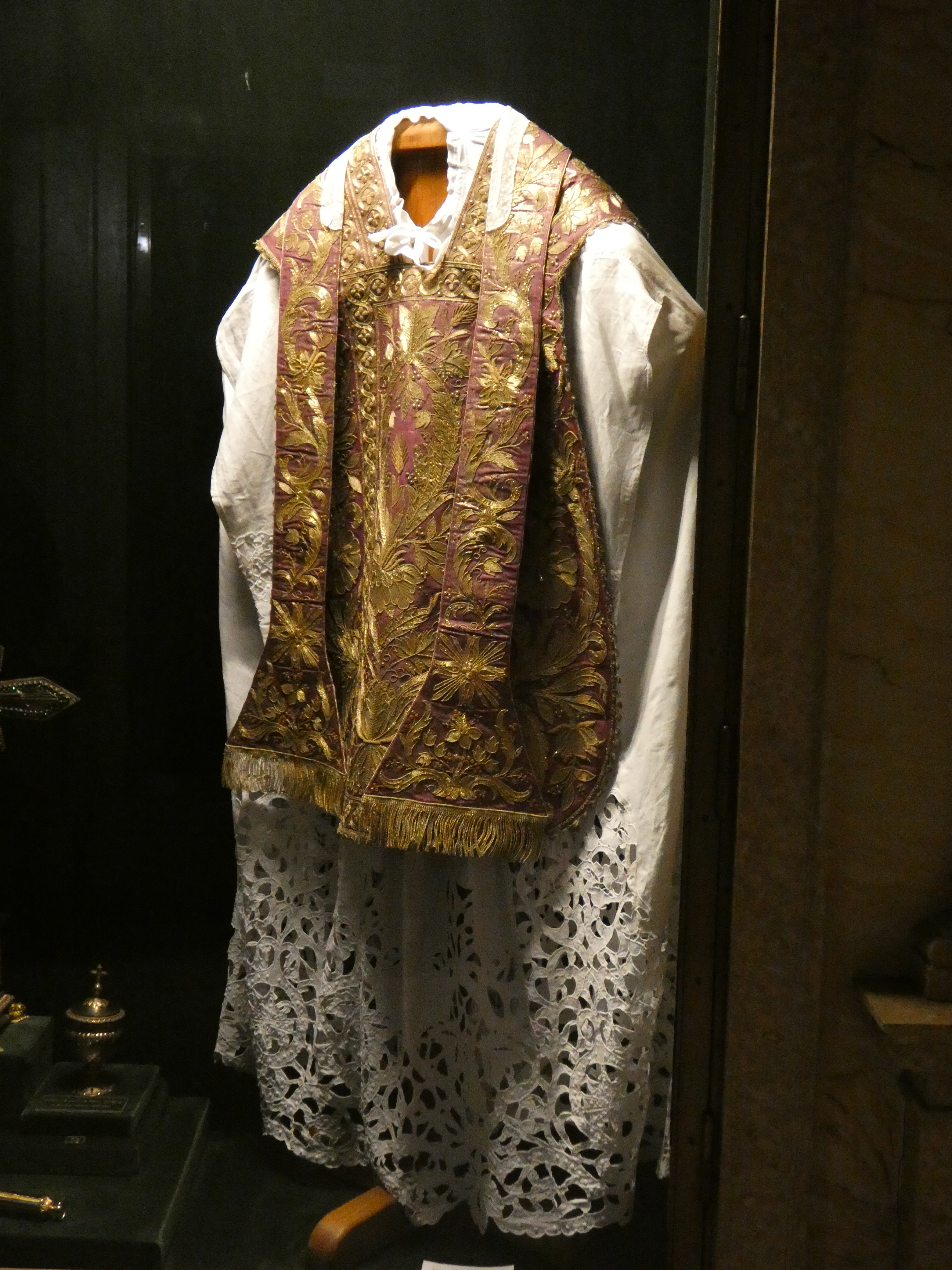
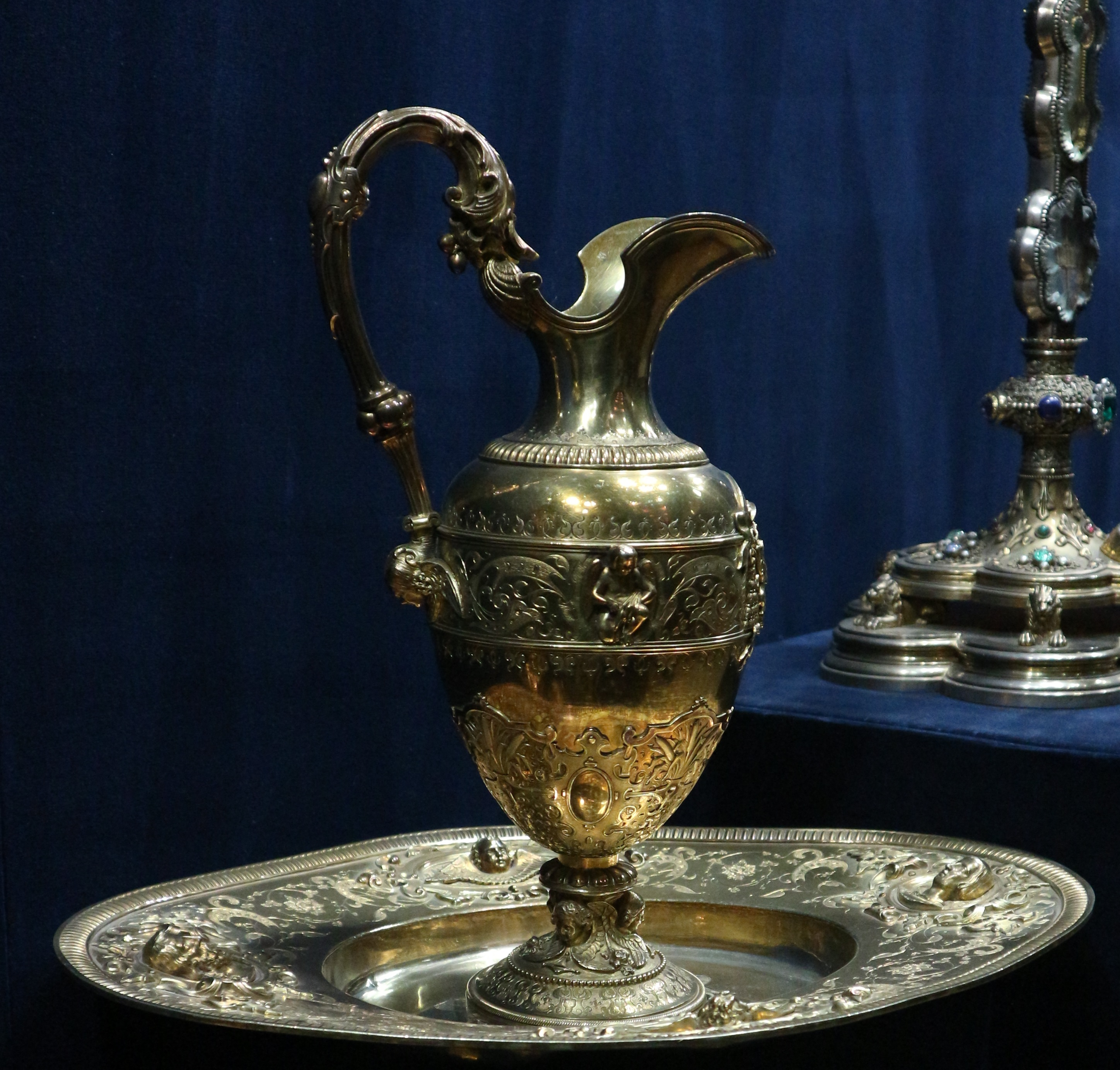
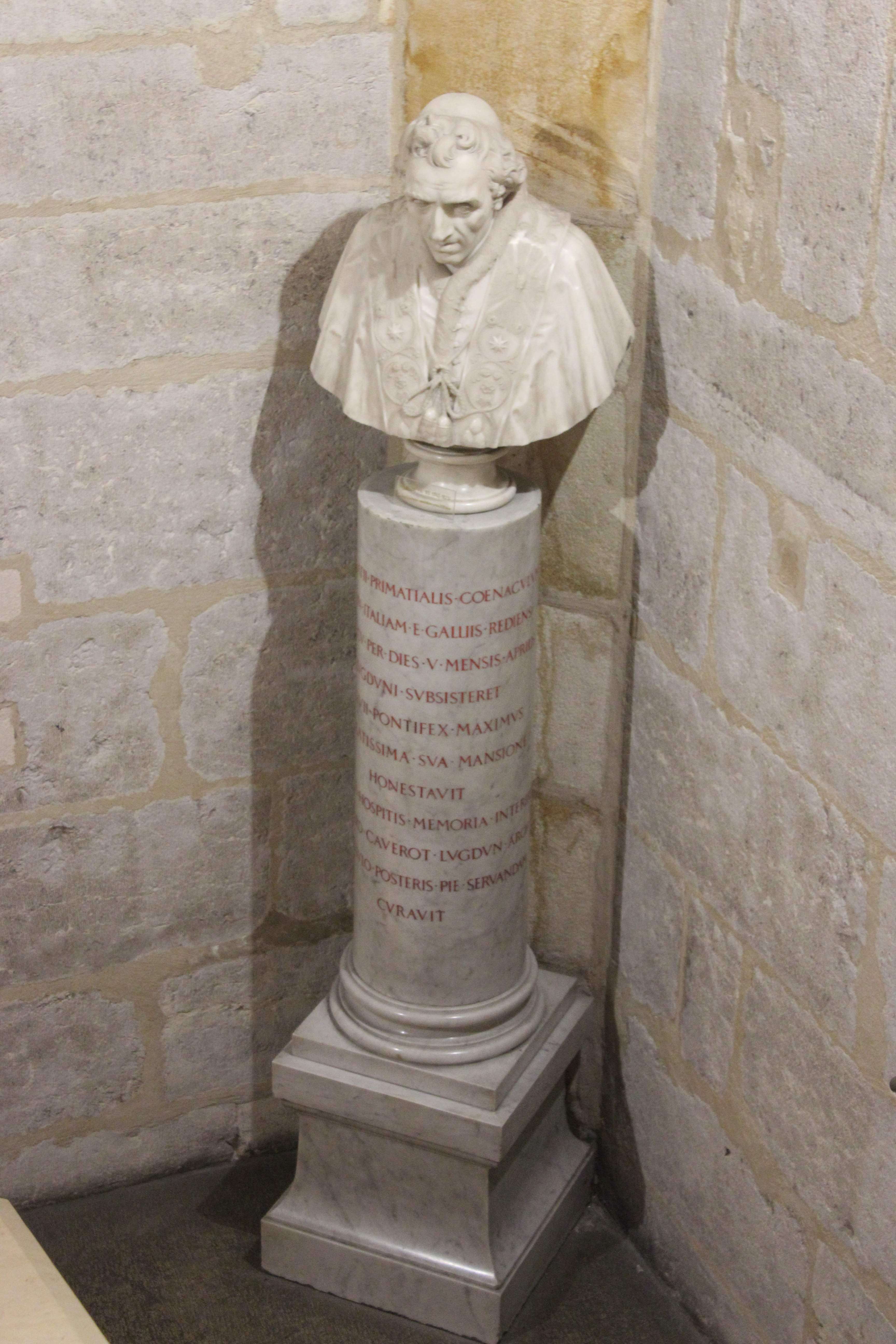
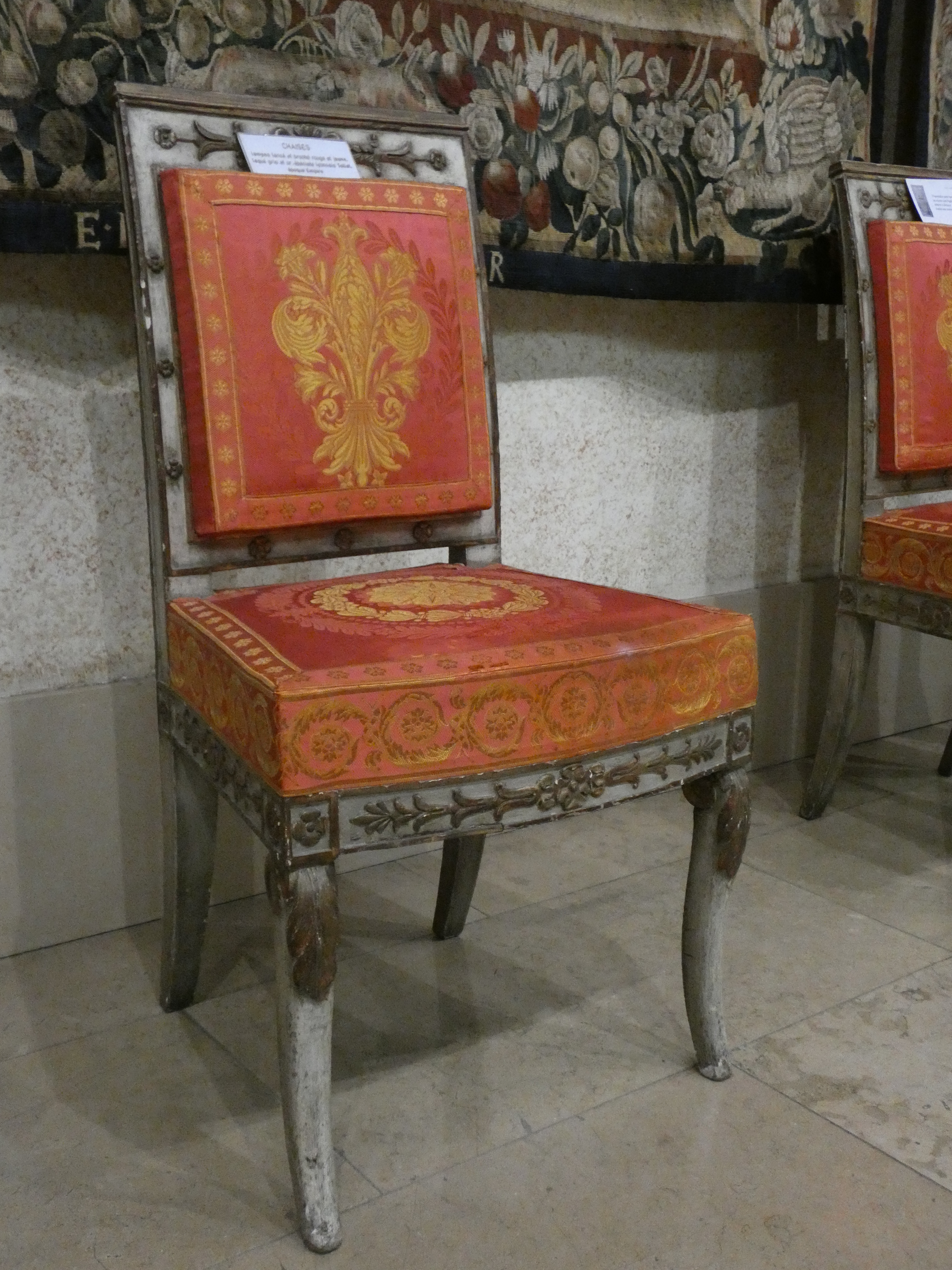

## Galerie

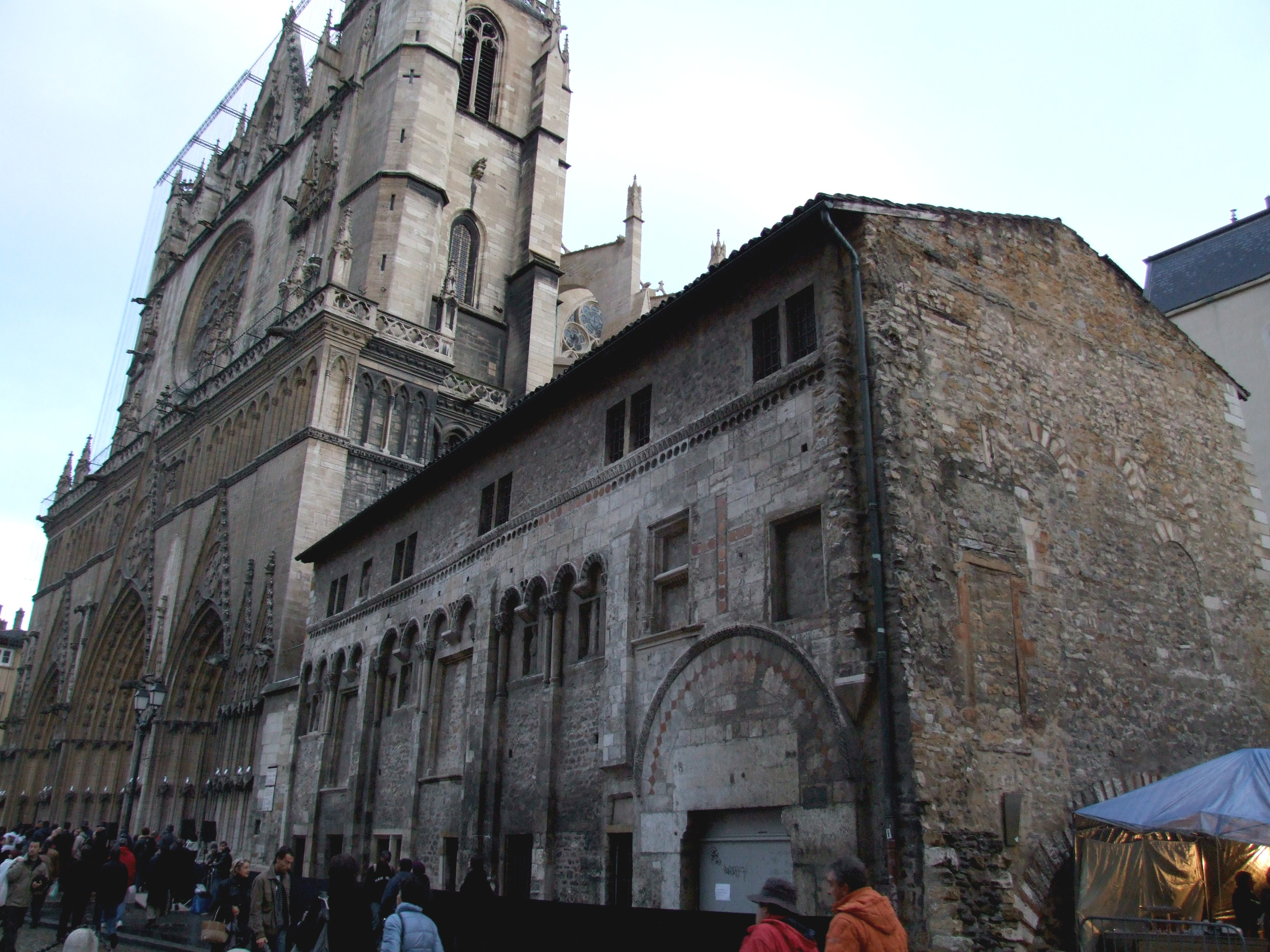
La cathédrale Saint-Jean et la Manécanterie avant sa rénovation.
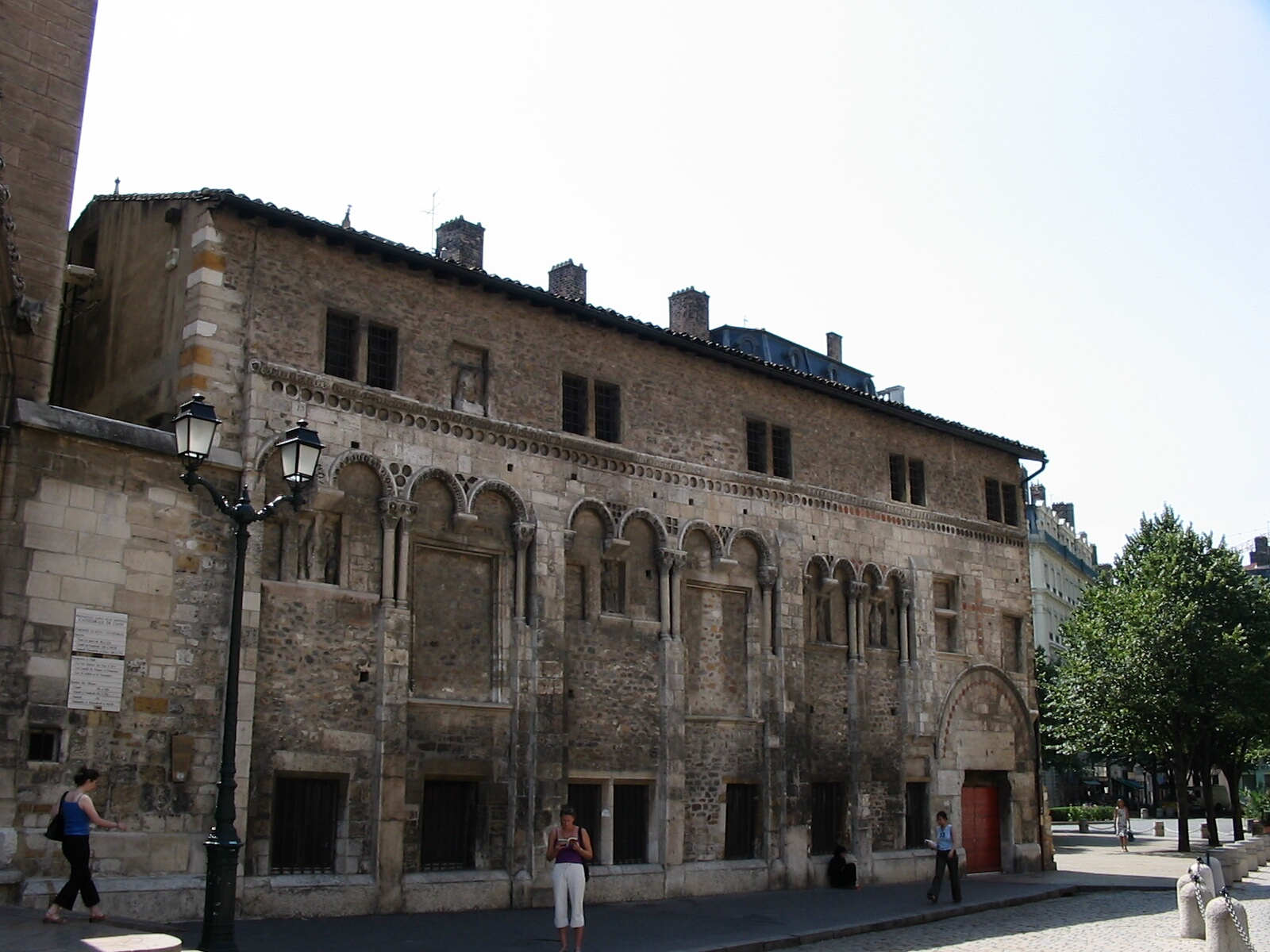
La Manécanterie avant sa rénovation.
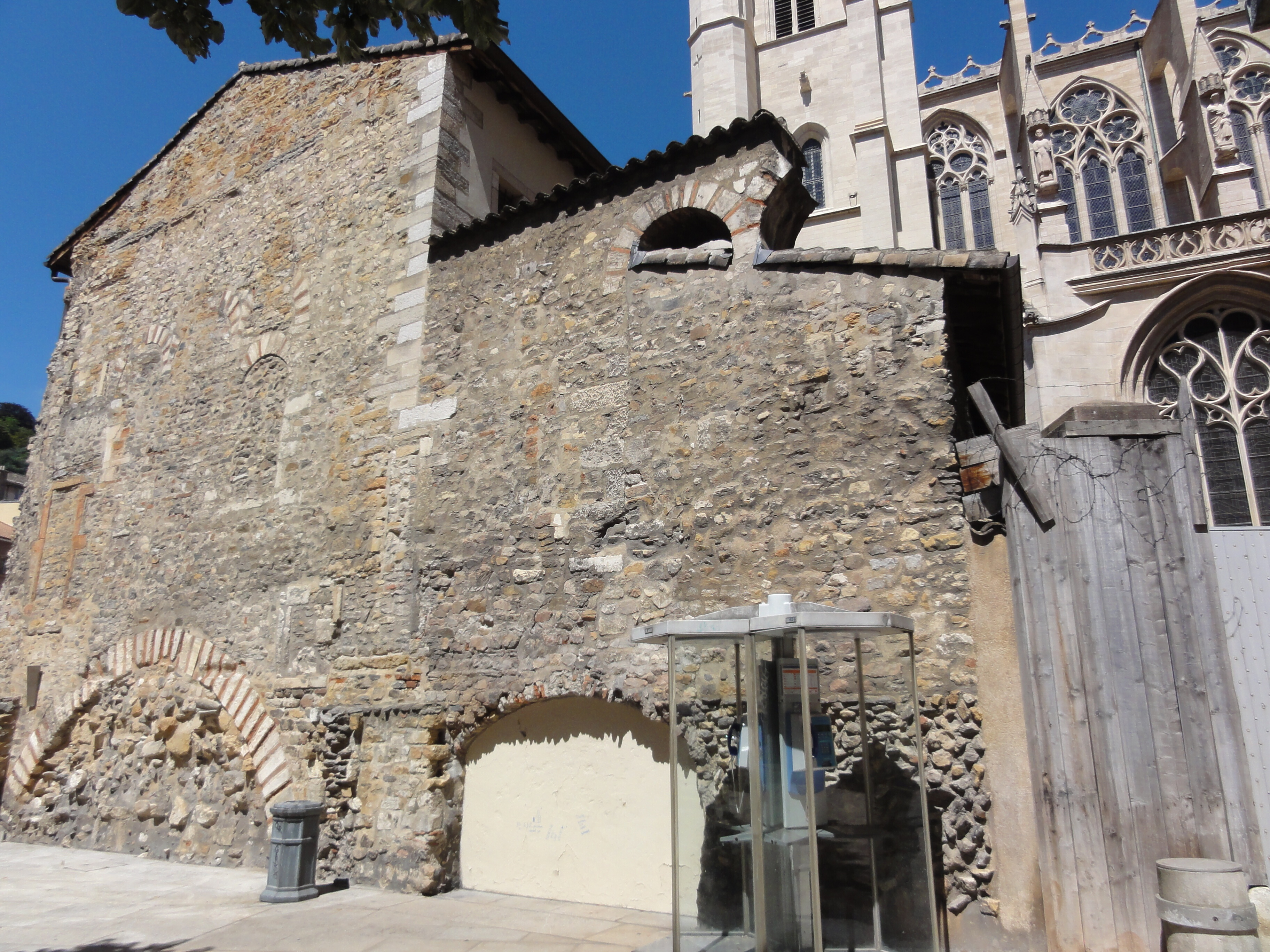
La Manécanterie de Lyon - Vue du sud.
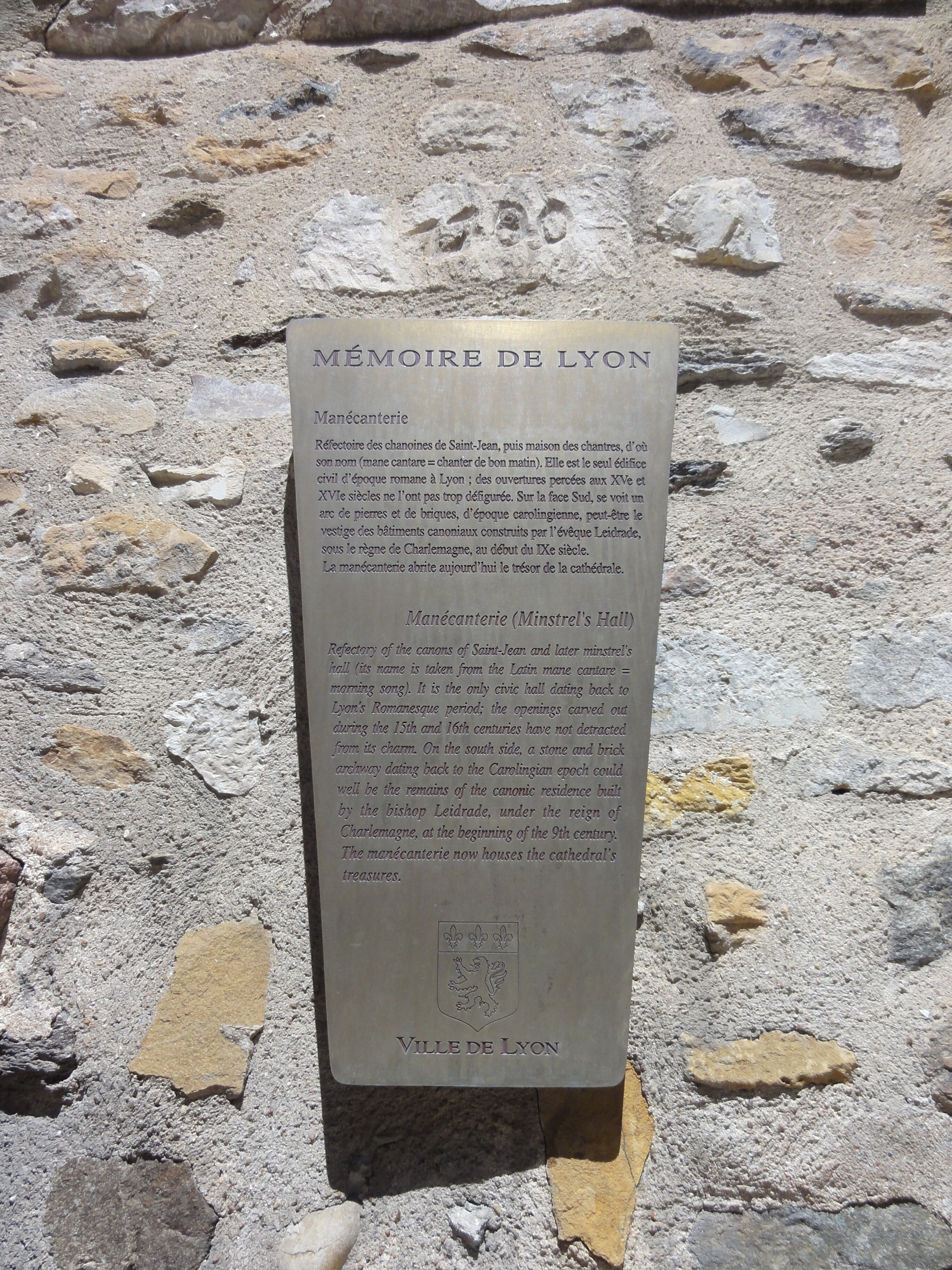
Plaque explicative sur la Manécanterie de Lyon.
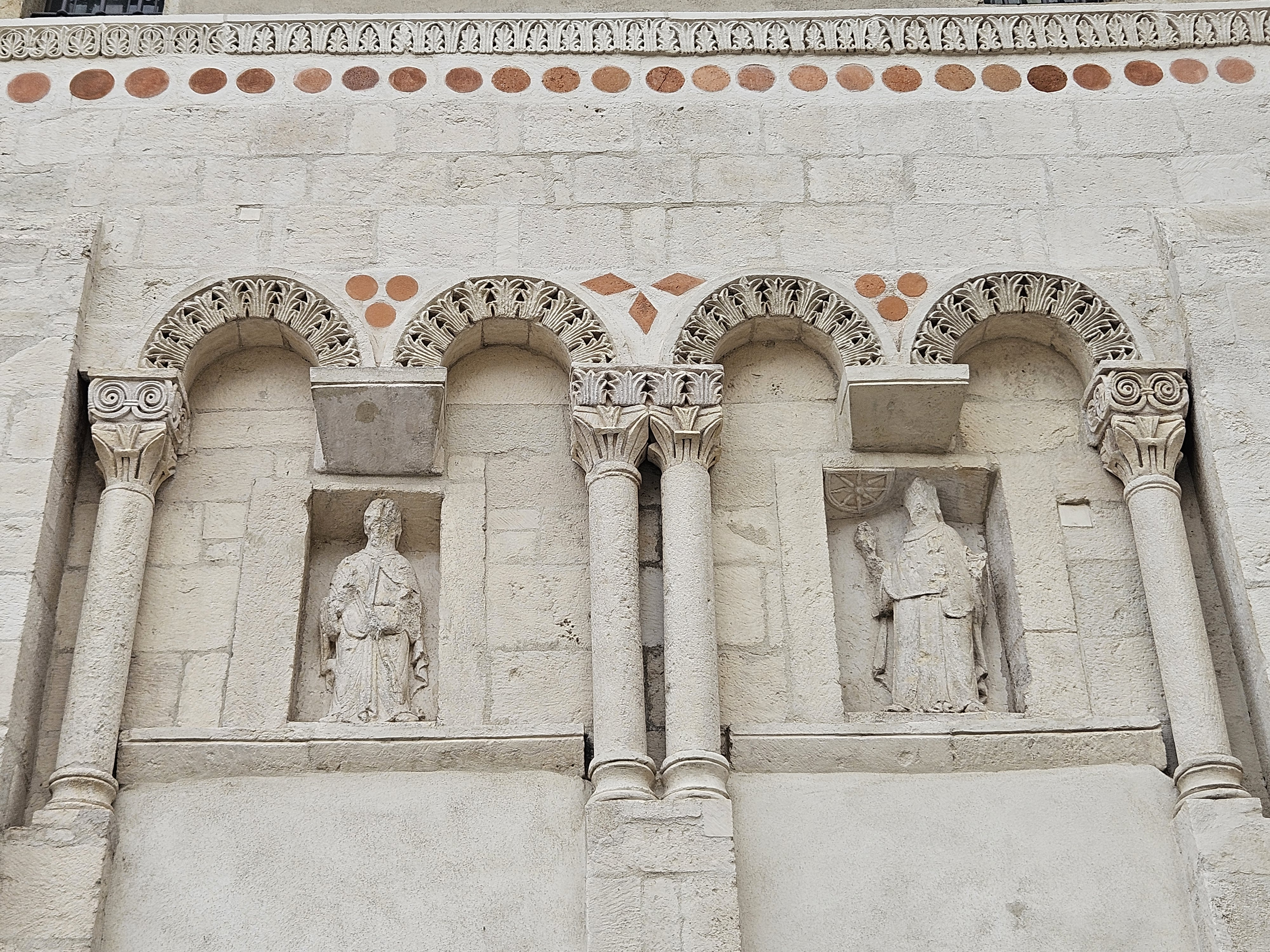
Une partie de la façade ouest de la Manécanterie donnant sur la place Saint-Jean.